# ドミニク・ヴィヴァン

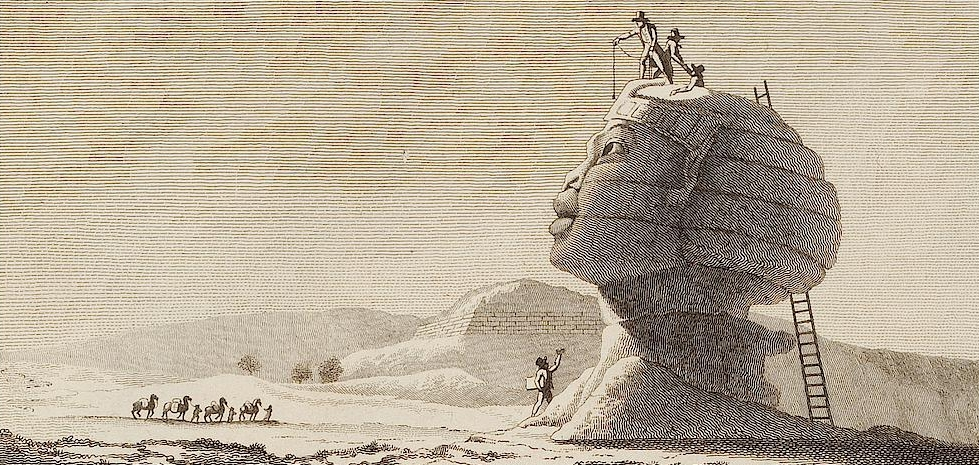
ドミニク・ヴィヴァン作「ギザのスフィンクスを調査する調査団」

ドゥノン男爵、ドミニク・ヴィヴァン（Dominique Vivant, baron Denon、1747年1月4日 - 1825年4月27日
）は、フランスの著作家、版画家、美術史家、エジプト学者である。ナポレオンの政権下でルーブル美術館となる美術館の館長を務めた。

## 略歴
フランス中央部のシャロン＝シュル＝ソーヌの地主の家に生まれた。1764年にパリに出て、パリ大学の法学部で法律を学んだ。法律を学びながら画家・版画家のノエル・アレから絵を学び、アレの工房で版画家のガブリエル・ド・サン＝オーバン（Gabriel de Saint-Aubin: 1724-1780）とオーギュスタン・ド・サン＝オーバン（Augustin de Saint-Aubin: 1736-1807）の兄弟と知り合った。パリ大学を卒業することなく,1768年から宮廷に出入りするようになり、宮廷人として人々に気に入られた。23歳の時、戯曲「Le Bon Pére」を創作し、上演されたが成功しなかった。その後、画家のフランソワ・ブーシェのアトリエで働いた。
国王ルイ15世に認められ、ポンパドゥール夫人の記念碑の手配を担当し、サンクトペテルブルクやスウェーデンの大使館の書記などに任命された。1774年にルイ16世が即位した後、スイスに派遣された。1777年に匿名で小説「Point de lendemain」を執筆し出版したが、この作品がヴィヴァンのものと確定したのは没後のことである。
1778年に在シチリア王国大使館の事務局長に任じられ、後に大使になった。イタリアには7年間滞在し、各地を旅し、古代のモニュメントを研究した。ナポリでは南イタリアの遺跡に関する大著の著者のジャン＝クロード・リシャール（1727-1791）と知り合い、ヴィヴァンは自らの集めたナポリのモニュメントのスケッチや記述を匿名で提供したとされる。1783年にフィレンツェのアカデミア・デル・ディセーニョ（Accademia delle arti del disegno）にも入学した。
1785年にパリに戻ると、王立絵画彫刻アカデミーのメンバーに選ばれたが、フランス革命が始まるとナポリに亡命した。イタリアでは1789年にボローニャのクレメンティーナ・アカデミーの会員になり、1791年にはヴェネツィアの美術アカデミーの会員になった。
1793年に、財産の没収を避けるためにパリに戻り、友人の画家ジャック＝ルイ・ダヴィッドの取りなしで追放者のリストから除外された。ダヴィッドの革命に関する絵画や肖像画家のジャン＝バティスト・イザベイの作品を版画にしたり、共和主義者に関する版画集を制作することでロベスピエールの好意をえた。
ナポレオンからも認められて科学技芸委員会（Commission des sciences et des arts）の一員としてナポレオンのエジプト遠征に同行しエジプトのモニュメントの図版制作を担当し、1899年に帰国し、この調査遠征に基ずくいくつかの著作を行った。
第一執政となったナポレオンによって共和国中央博物館（後のルーヴル美術館）の総館長官に任命された。ルーヴル美術館に収蔵するためにヨーロッパ各地に職員を派遣した。
ナポレオンの失脚後も1814年にルイ18世は彼をルーヴル美術館長を続けさせた。美術品の返還に貢献し1815年に引退し、版画制作と個人コレクションに専念した。
1825年にパリで亡くなった。

## 作品

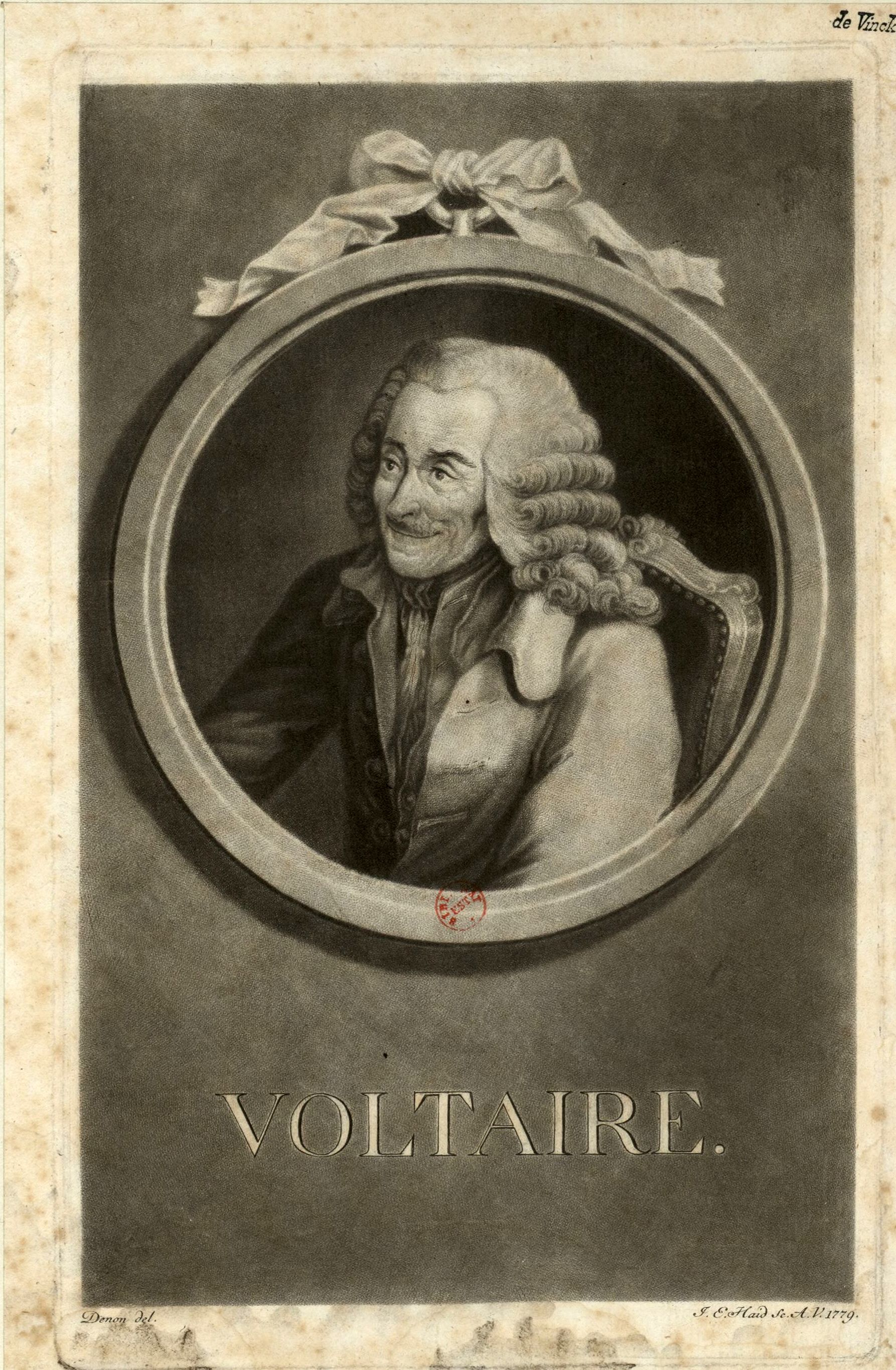
ヴォルテールの肖像版画 (1774)
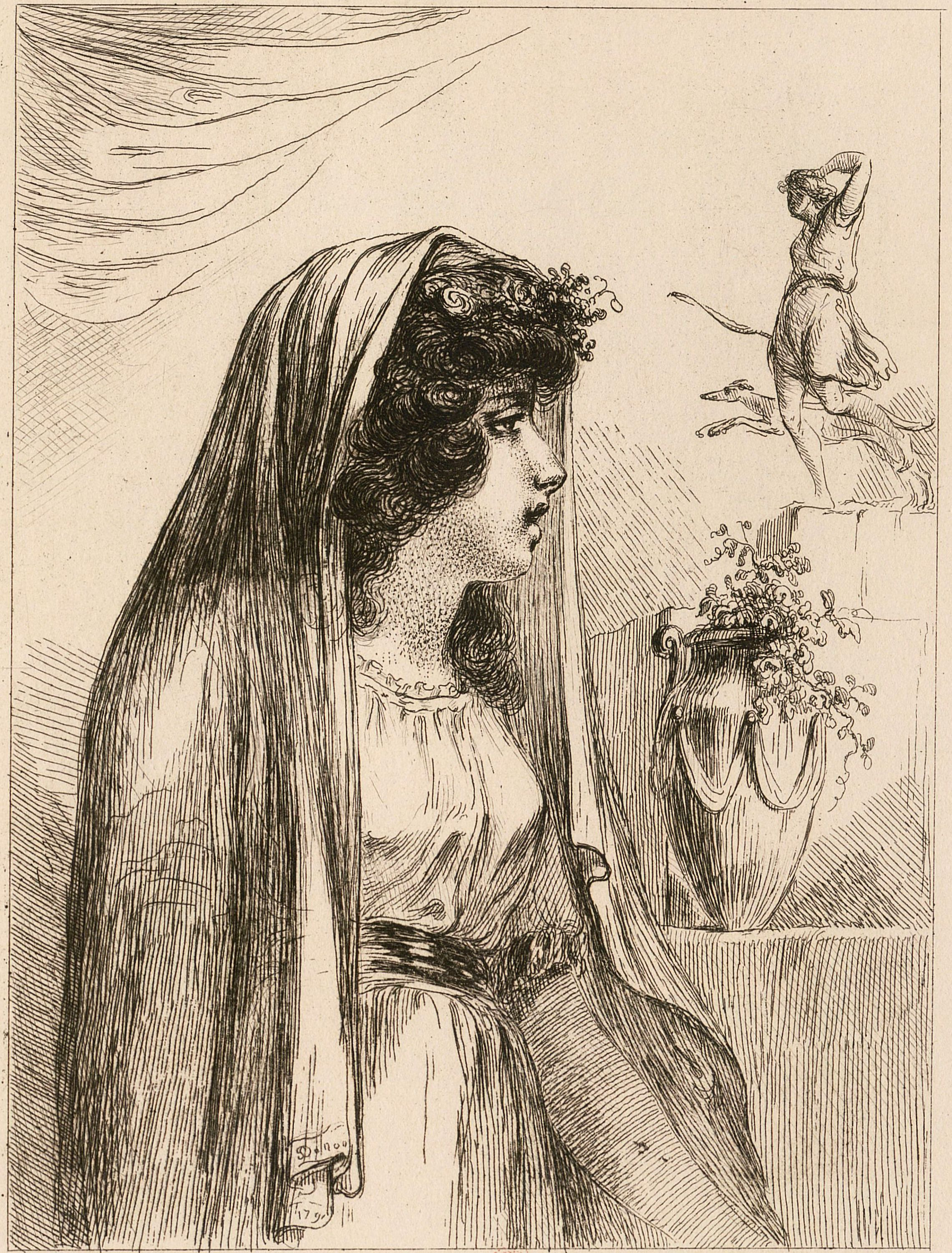
エマ・ハミルトンの肖像版画(c.1780)
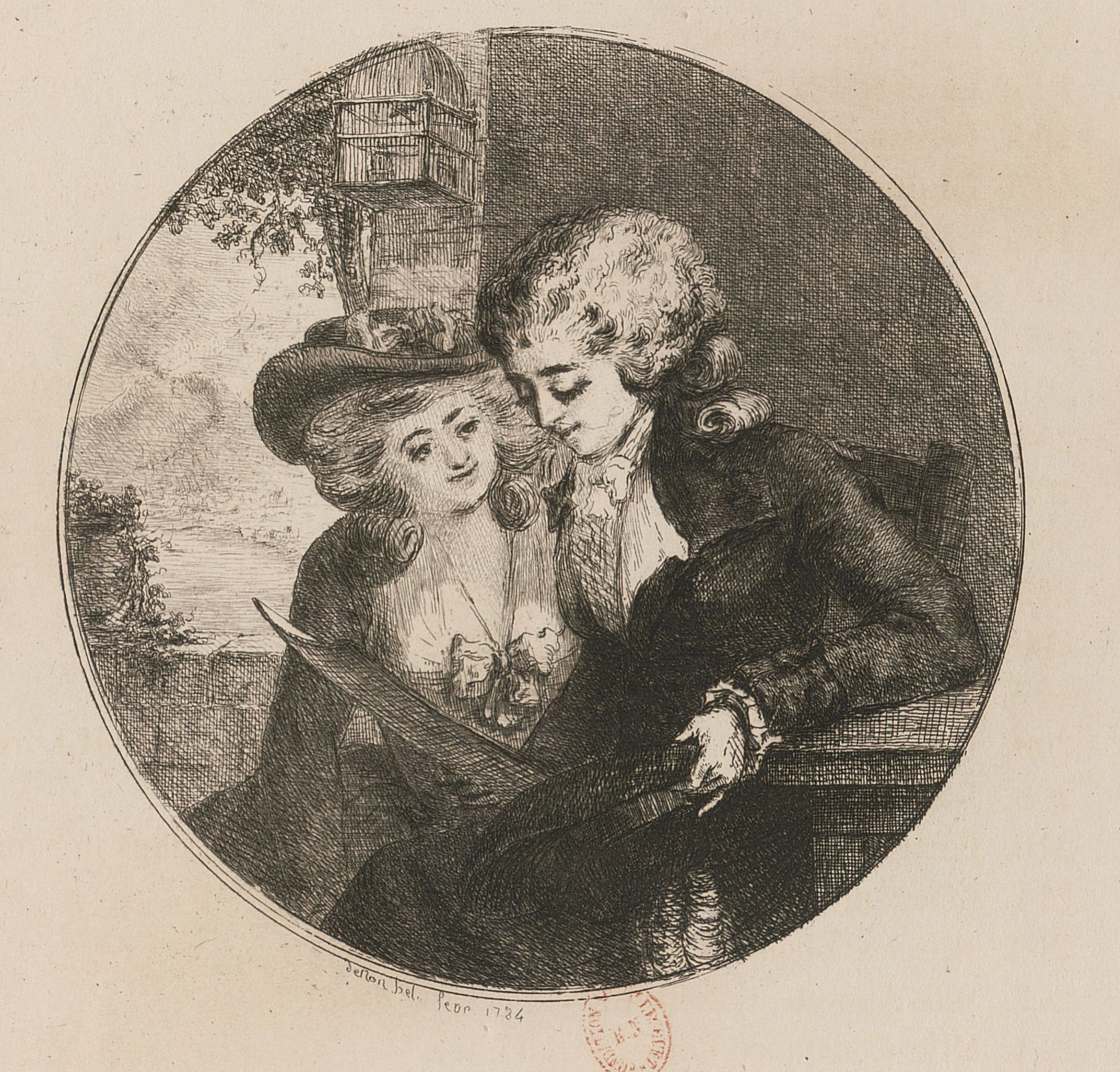
「Les soeurs Merry」(c.1780)
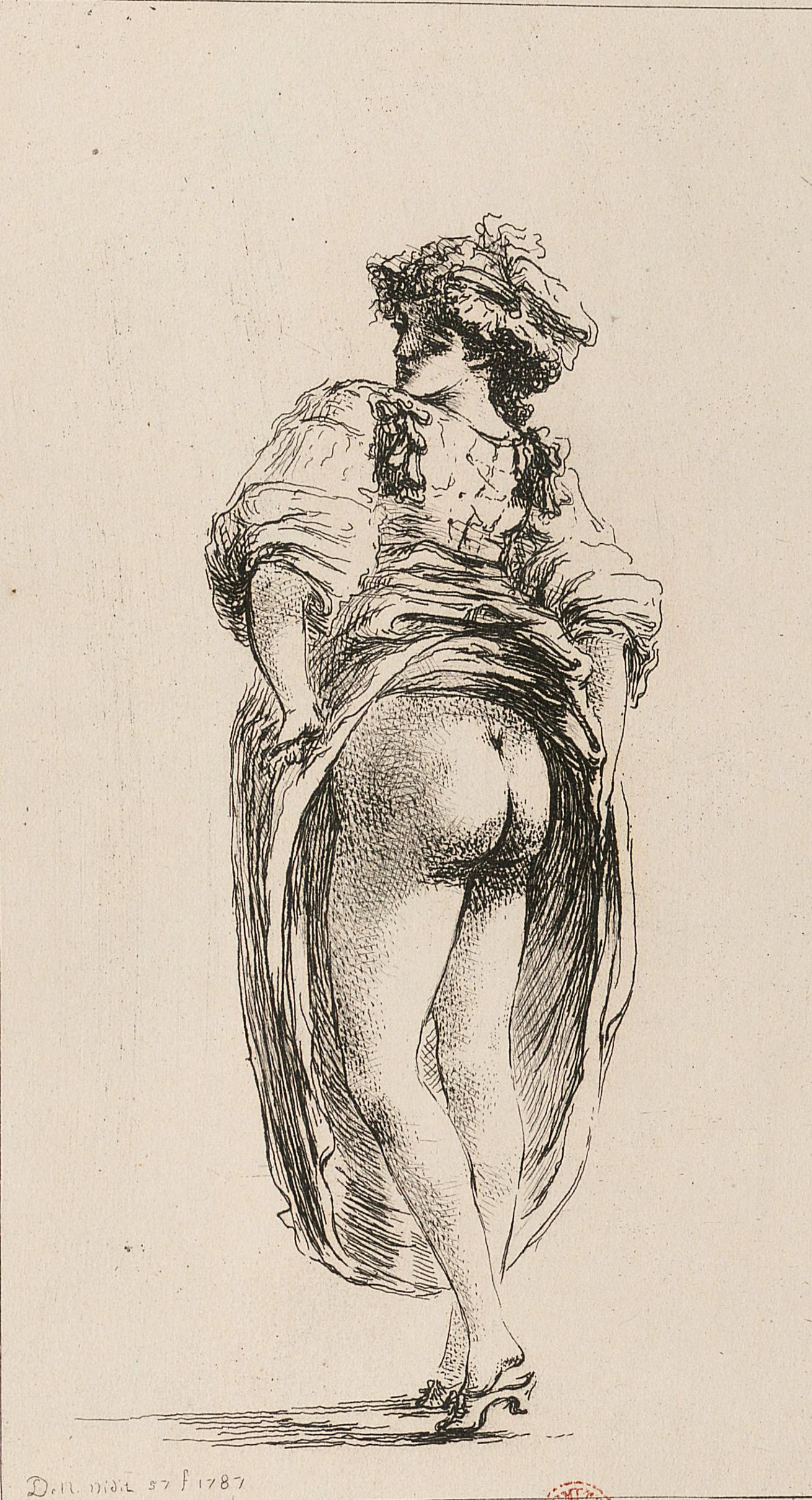
1787年に描いたエロチックな版画(1787)